# Rebecca Wirfs-Brock
Rebecca J. Wirfs-Brock (Portland, Oregón, 1953) es una ingeniera estadounidense de software y consultora en programación orientada a objetos y diseño orientado a objetos, fundadora de la consultora de tecnología de la información Wirfs-Brock Associates e inventora de Responsibility-Driven Design o DDD (Domain Driven Development) el primer enfoque conductual para el diseño de objetos.

## Biografía
Wirfs-Brock es licenciada en informática y ciencias de la información y psicología por la Universidad de Oregon. Trabajó en Tektronix durante quince  años como ingeniera de software antes de incorporarse a Instantiations (empresa familiar fundada por su marido Allen Wirfs-Brock) que tras ser adquirida por Digitalk se fusionó con Parc Place Systems para convertirse en ParcPlace-Digitalk, en 1995. 

## Trayectoria
Fue jefa de tecnología de la organización de servicios profesionales del  lenguaje de programación Smalltalk, convirtiéndose en la primera mujer ingeniera principal en Tektronix, donde lideró el desarrollo de Color Smalltalk y gestionó el grupo que produjo la primera máquina Smalltalk. Wirfs-Brock comparte con Warren Dodge, el título de la patente estadounidense n.º 4.635.049. "Apparatus for Presenting Image Information for Display Graphically".
Wirfs-Brock acuñó por primera vez el meme "impulsado por" en un artículo de OOPSLA de 1989 del que fue coautora con Brian Wilkerson. Anteriormente, la forma habitual de estructurar los objetos se basaba en ideas de modelo entidad-relación (popularizadas por James Rumbaugh, Steve Mellor y Sally Shlaer).
En 1992 escribió sobre los estereotipos de los roles de los objetos en un artículo del Smalltalk Report que influyó en la noción de estereotipos de UML. Su invención de la forma coloquial (dos columnas) de casos de uso fue luego popularizada por Larry Constantine. La mayoría de los enfoques de diseño "driven" más recientes reconocen sus raíces y la influencia de RDD, siendo las tarjetas CRC  una de las técnicas más conocida. Fue columnista de diseño en la revista científica IEEE Software hasta diciembre de 2009.